# 교황 에우제니오 1세
교황 에우제니오 1세(라틴어: Eugenius PP. I, 이탈리아어: Papa Eugenio I)는 제75대 교황(재위: 655년 11월 - 657년 6월 2일)이다.

## 생애 초기
에우제니오는 로마의 아벤티노 언덕에서 태어났으며, 그의 유년 시절에 대해서는 성덕이 출줄하여 유명했다는 점을 제외하고는 알려진 바가 거의 없다. 그는 젊은 시절에 성직자가 되어 로마 교회 내에서 여러 가지 업무를 도맡아 했다고 한다.

## 교황 선출
동로마 제국 황제 콘스탄스 2세에 의해 교황 마르티노 1세가 납치되어 유배되자, 에우제니오는 콘스탄스 2세의 뜻을 존중하여 콘스탄티노폴리스 총대주교들이 주장하는 단의설에 대해 공식적인 의견을 표명하지 않았다.
마르티노 1세는 653년 6월 18일 로마에서 끌려나가 유배길에 올랐으며, 655년 9월에 선종하였다. 마르티노 1세가 떠난 후에 로마가 어떻게 되었는지에 대해서는 알려진 바가 거의 없다. 하지만 당시 로마 교회는 수석사제와 수석부제 등이 임시로 사목한 것으로 알려져 있다.
마르티노 1세가 선종한 후 2개월 후에 에우제니오가 후임 교황으로 선출되었다.

## 교황
에우제니오 1세는 교황으로 선출된 후 얼마 안 있어 그리스도는 하나의 의지만 지녔다고 주장하는 단의설을 처결하라는 요구를 받게 되었다.

### 콘스탄티노폴리스 서신 문제
에우제니오 1세는 교황으로 선출되자마자 콘스탄티노폴리스의 콘스탄스 2세 황제에게 자신이 새 교황으로 선출되었다는 소식과 신앙 고백을 담은 서신과 함께 사절단을 보냈다. 불행히도 교황의 사절단은 콘스탄티노폴리스 측으로부터 뇌물을 받았거나 속임수에 넘어간 것으로 추정된다. 그래서 그들은 최근에 착좌한 콘스탄티노폴리스 총대주교 베드로의 서신을 갖고 로마로 돌아왔다. 그들과 함께 대동한 황제의 사절은 성 베드로 사도에게 바칠 예물과 더불어 교황은 신임 콘스탄티노폴리스 총대주교를 인정하고 그와 친교 관계를 맺으라는 황제의 요청을 전달하였다. 총대주교 베드로는 황제의 사절을 통하여 에우제니오 1세 교황에게 서신을 보냈으나, 난해하고 모호한 문체로 쓰여 있어서 그리스도 안에 두 의지가 있다는 것에 대해 구체적으로 입장을 표명하는 것을 피하였다. 656년 총대주교 베드로의 서신 내용이 산타 마리아 마조레 대성전에 있는 모든 성직자와 신자들에게 낭독되자 그들은 모두 분개하였다. 그들은 총대주교 베드로의 서신을 받아들이는 것을 거부했을 뿐만 아니라 교황이 어떠한 경우라도 그 서신을 받아들이지 않겠다고 약속하기 전까지는 대성전 밖으로 나가는 것을 허락하지 않겠다고 시위하였다. 그리하여 에우제니오 1세가 베드로 총대주교의 서신을 받아들이는 것을 공적으로 거부하게 되었다. 이 소식을 듣고 분개한 동로마 제국은 과거에 마르티노 1세 교황을 체포해 유배를 보냈듯이 에우제니오 1세도 체포해 유배를 보내겠다고 위협하였다. 그러나 이슬람교도의 공격을 받게 되면서 동로마 제국은 마르티노 1세처럼 에우제니오 1세를 실질적으로 위협하지는 못하였다. 654년 이슬람군이 로도스섬을 침략하고, 콘스탄스 2세는 피닉스 해전에서 패전하였다.

### 말년
윌프리드 주교가 로마를 처음 방문했을 때 그를 맞이한 교황은 에우제니오 1세인 것이 기정사실화되었다. 윌프리드는 로마에서 교황의 의논 상대인 수석부제 보니파시오로부터 각별한 대우를 받았으며, 그를 통해 에우제니오 1세를 알현하여 만남을 갖기도 하였다. 에우제니오 1세는 젊은 주교 윌프리드의 머리 위에 손을 얹어 안수 기도를 하였으며, 하느님의 은총이 그와 함께 하기를 빌었다고 한다. 에우제니오 1세에 대해서는 그가 21명의 주교를 추가로 서임했으며, 사후 성 베드로 대성전에 묻혔다는 사실 외에는 더 이상 알려진 바가 없다.
에우제니오 1세는 657년에 선종하였으며, 성인으로 시성되었다. 그의 축일은 6월 2일이다.

## 같이 보기
- 교황 목록